# Yoon Bo-mi
Yoon Bo-mi (hangul: 윤보미; hanja: 尹普美; rr: Yun Bo-mi; MR: Yun Pŏ-mi; nascida em 13 de agosto de 1993), mais frequentemente creditada apenas como Bomi (hangul: 보미), é uma cantora e atriz sul-coreana. Realizou sua estreia no cenário musical em março de 2011 como membro do grupo feminino Apink. Iniciou sua carreira de atriz através de uma participação na série de televisão Reply 1997.

## Biografia
Bomi nasceu em Suwon, Gyeonggi, Coreia do Sul em 13 de agosto de 1993. Ela possui uma irmã mais velha, Yoon Sun-mi, e um irmão mais novo, Yoon Jong-jin. Ela treinou Taekwondo desde os cinco anos de idade e é faixa preta de terceiro grau. Ela frequentou Youngshin Girls High School e mais tarde, Korean Arts High School; na qual se formou em fevereiro de 2012. Bomi decidiu abandonar sua faculdade para focar-se em sua carreira musical.

## Carreira

### Apink
Bomi foi formalmente apresentada como integrante do Apink através do reality show Apink News. Bomi estreou com o Apink no programa musical M! Countdown, apresentando as canções I Do Not Know e Wishlist, ambas incluídas no extended play de estreia do grupo, Seven Springs of Apink.

### Atividades individuais
Em 2012, Bomi, juntamente com a lider do Apink, Chorong, tiveram um papel de apoio no drama Reply 1997, interpretando a versão adolescente de Moon Jung-mi, mãe falecida de Yoon Yoon-jae. Em setembro de 2015, ela foi lançada no drama de 10 episódios da KBS, Love Profiler K, interpretando Yuna, a personagem principal. O drama foi exibido no Naver em novembro.
Bomi foi apresentadora no programa de variedades Weekly Idol entre 17 de julho de 2013 e 8 de julho de 2015. Ela também se juntou ao elenco do programa The Human Condition em 2014 e apareceu no programa da MBC Real Men especial no início de 2015. Bomi, juntamente com Namjoo, também integrante do Apink, apareceu no Sugar Man como Apink BnN em 20 de outubro.
Em janeiro de 2016, Bomi e o colega Kim Namjoo se tornaram as novas apresentadoras Shikshin Road 2. Ela então se juntou à quarta temporada de We Got Married junto com o ator Choi Tae-joon, que foi seu marido virtual no show.
Em 2017, Bomi foi lançada em um papel de apoio no drama de comédia romântica, Because This is My First Life.

### Outros trabalhos
No final de 2013, ela apareceu no vídeo musical de Marry Me do K-Hunter e foi destaque na música de "Let's Talk About You" do grupo de Hip Hop MIB. Em 2015, ela apareceu na música de estreia de David Oh I Know, I Know, lançada em 11 de maio e em 16 de junho, lançou um dueto com Im Seulong, intitulado Lovely para o show de variedades Some Guys, Some Girls. Ela foi apresentada mais tarde no single digital Let's Eat Together de Yoon Hyun-sing , lançado em 24 de setembro de 2015; ela também estrelou o video musical.

## Discografia

### Apink BnN
| Título       | Ano  | Melhor posição nas paradas | Melhor posição nas paradas | Vendas (Download) | Álbum    |
| Título       | Ano  | KOR Gaon                   | KOR Hot 100                | Vendas (Download) | Álbum    |
| ------------ | ---- | -------------------------- | -------------------------- | ----------------- | -------- |
| "My Darling" | 2014 | 22                         | 17                         | - KOR: 100,271+   | Pink Luv |

### Colaborações
| Ano  | Título                                    | Álbum                           | Notas               |
| ---- | ----------------------------------------- | ------------------------------- | ------------------- |
| 2013 | Let's Talk About You                      | The Margin Of Life              | com M.I.B           |
| 2015 | I Know I Know                             | Singing Begins                  | com David Oh        |
| 2015 | Lovely                                    | Some Guys, Some Girls OST       | com Im Seulong      |
| 2015 | Let's Eat Together                        | WAVE                            | com Yoon Hyun-sang  |
| 2016 | Our Night Is More Beautiful Than Your Day | Summer11 Project                | com outros artistas |
| 2016 | Without You                               | Cinderella and Four Knights OST | solo                |

## Filmografia

### Dramas
| Ano  | Título                        | Papel        | Emissora            |
| ---- | ----------------------------- | ------------ | ------------------- |
| 2012 | Reply 1997                    | Moon Jung-mi | TVN                 |
| 2015 | Love Detective Sherlock K     | Jung Yoo-na  | KBS e Naver TV Cast |
| 2017 | Because This Is My First Life | ela mesma    | TVN                 |

### Reality shows
| Ano  | Título              | Emissora    | Notas                                                 |
| ---- | ------------------- | ----------- | ----------------------------------------------------- |
| 2013 | Weekly Idol         | MBC Every 1 | MC especial, com Ilhoon (Episódios 231, 243–244, 260) |
| 2015 | Real Men            | MBC         | Membro especial do elenco                             |
| 2016 | King of Mask Singer | MBC         | Apresentada como "Bunny Bunny"                        |
| 2016 | We Got Married      | MBC         | acoplada com Choi Tae-joon; Episódios 341–363         |